# José Luis Rodríguez Zapatero
José Luis Rodríguez Zapatero (Valladolid, Španjolska, 4. kolovoza 1960.) peti je predsjednik španjolske vlade nakon tranzicije. 
Dužnost premijera preuzeo je nakon što je Španjolska socijalistička radnička stranka (PSOE), kojoj je na čelu, pobijedila na stranačkim izborima održanim 14. ožujka 2004. 
Stranka ponovo pobjeđuje na zadnjim izborima 9. ožujka 2008. godine, te José Luis Rodríguez Zapatero opet biva biran kao premijer vlade. Prestaje biti premijerom 21. prosinca 2011. gubeći na izborima.
Mjere koje je poduzela njegova vlada, između ostalih, bile su povlačenje španjolskih oružanih snaga iz Iraka, osnivanje Alianza de Civilizaciones (što je pokušaj da se "sukob civilizacija" riješi mirnim putem), početak mirovnih pregovora s ETA-om koji su, nažalost, propali zbog razorne eksplozije auto bombe na madridskom aerodromu 30. prosinca 2006., zatim ozakonjenje istospolnih brakova, zakon o zabrani pušenja na javnim mjestima, te program amnestije nekoliko stotina tisuća ilegalnih doseljenika, što se tada opravdalo značajnim porastom priljeva u mirovinsko osiguranje. Politiku prema ilegalnim useljenicima zaoštrava nakon posljednjih izbora kao odgovor na stav većine Španjolaca i ostalih građana Europske unije.
Među Španjolcima je poznat i po akronimu "ZP".

## Vanjska poveznica
Službena web stranica španjolske vlade   Arhivirana inačica izvorne stranice od 10. ožujka 2009. (Wayback Machine)